# آئولوس هیرتیوس
آئولوس هیرتیوس (به لاتین: Aulus Hirtius) یک نظامی، تاریخ‌نگار و سیاستمدار اهل جمهوری روم بود که متصدی منصب کنسولی پس از قتل ژولیوس سزار بود.

## زندگی‌نامه
او در کنار ژولیوس سزار در طول جنگ‌های گالی از سال ۵۴ قبل از میلاد یک لگاتوس (فرمانده یک لژیون) بود و سپس تحت نظر پومپیئوس در ۵۰ ق. م خدمت کرد. در طول جنگ داخلی میان سزار و پومپیئوس (۴۹ ق. م) در جناح سزار قرار گرفت و نخست در هیسپانیا ــ شاید به‌عنوان تریبون سربازان ــ و سپس در آسیای صغیر خدمت کرد.
در ۴۶ ق. م پرایتور و در سال بعد پروکنسولِ گالیا ترانس‌آلپینا شد، و توسط خودِ سزار برای سال ۴۳ ق. م به کنسولی منصوب شد.
در ۱۵ مارس ۴۴ ق. م سزار ترور شد و هیرتیوس از مارکوس آنتونیوس ــ که قصد داشت انتقام مرگ سزار را بگیرد ــ پشتیبانی کرد تا اینکه سیسرون او را قانع ساخت از جناح سناتورها طرفداری کند. سپس در قامت کنسولِ سال ۴۳ ق. م می‌بایستی به‌همراه کنسول دیگر یعنی پانسا (هر ساله دو کنسول انتخاب می‌شدند) و نیزگایوس اوکتاویانوس روانه مودنا شود، جایی که آنتونیوس ــ که اکنون به دشمن هیرتیوس بدل شده بود ــ در حال قشون‌کشی به‌آنجا بود تا با یکی از قاتلین سزار به‌نام دکیموس بروتوس بجنگد. در نبرد مودنا هر دو کنسول کشته شدند: ابتدا هیرتیوس در ۲۱ آوریل در طول نبرد درگذشت و سپس پانسا بر اثر جراحت در ۲۳ آوریل.
بر طبق برخی فرضیه‌ها، اکتاویانوس از پاداش‌هایی که سنا بدو داده بود راضی نبود و می‌خواست جاه‌طلبی‌هایش را به سیسرون ــ که تا کنون از وی حمایت کرده امّا او را دست‌کم گرفته بود ــ نشان دهد، و برای همین او بوده که هیرتیوس را در ۲۱ آوریل و پانسا را در ۲۳ همان ماه مقتول ساخت تا بتواند به منصب کنسولی دست یابد. در هر حال، مارکوس آنتونیوس در روزِ مرگِ هیرتیوس شکست خورد و جنازه هیرتیوس در ۱۹۳۸ در رم و در زیر پالاتسو دلا کانچلریا در ناحیه باستانی کامپوس مارتیوس کشف شد.

## آثار
کنسول هیرتیوس همچنین به‌سبب نگارش کتاب هشتمِ مجموعهٔ در باب جنگ گالی، اثر معروف ژولیوس سزار، نیز معروف است. بر طبق گفته باستانیان، او سه اثر دیگر را هم نگاشته‌است: در باب جنگ اسکندریه، در باب جنگ آفریقا، و در باب جنگ هیسپانیا؛ امّا امروزه بر این باورند که برای دو کتاب آخر او صرفاً ویراستار بوده‌است.